# 8120 Kobe
8120 Kobe (1997 VT) là một tiểu hành tinh vành đai chính được phát hiện ngày 2 tháng 11 năm 1997 bởi H. Abe ở Yatsuka.